# Shadows on the Sage
Shadows on the Sage è un film del 1942 diretto da Lester Orlebeck.
È un film western statunitense con Tom Tyler, Bob Steele e Jimmie Dodd. Fa parte della serie di 51 film western dei Three Mesquiteers, basati sui racconti di William Colt MacDonald e realizzati tra il 1936 e il 1943.

## Produzione
Il film, diretto da Lester Orlebeck su una sceneggiatura di J. Benton Cheney con il soggetto di  (basato sui personaggi creati da William Colt MacDonald), fu prodotto da Louis Gray per la Republic Pictures e girato nell'Iverson Ranch a Chatsworth in California nel luglio del 1942. I brani della colonna sonora Happy Cowboy e The Cowboy's Voice Lesson furono composti da Jimmie Dodd (parole e musica). Jimmie Dodd sostituisce Rufe Davis nel ruolo di "Lullaby" Joslin.

## Distribuzione
Il film fu distribuito negli Stati Uniti dal 24 agosto 1942 al cinema dalla Republic Pictures. È stato distribuito anche in Brasile con il titolo Um Parecido Fatal.